# Gazprom Fakel Orenburg
Gazprom Fakel Orenburg ist ein russischer Tischtennisverein aus Orenburg, der in der ersten russischen Tischtennisliga und in der European Champions League spielt. Sein Hauptsponsor ist Gazprom.

## Geschichte
| Kader der ersten Mannschaft | Kader der ersten Mannschaft                  | Kader der ersten Mannschaft | Kader der ersten Mannschaft | Kader der ersten Mannschaft | Kader der ersten Mannschaft | Kader der ersten Mannschaft |
| --------------------------- | -------------------------------------------- | --------------------------- | --------------------------- | --------------------------- | --------------------------- | --------------------------- |
| 2010/11                     | Uladsimir Samsonau (engl. Vladimir Samsonov) | Dimitrij Ovtcharov          | Alexei Smirnow              | Fjodor Kusmin               |                             |                             |
| 2011/12                     | Uladsimir Samsonau                           | Dimitrij Ovtcharov          | Alexei Smirnow              | Fjodor Kusmin               |                             |                             |
| 2012/13                     | Uladsimir Samsonau                           | Dimitrij Ovtcharov          | Alexei Smirnow              | Fjodor Kusmin               |                             |                             |
| 2013/14                     | Uladsimir Samsonau                           | Dimitrij Ovtcharov          | Alexei Smirnow              | Fjodor Kusmin               |                             |                             |
| 2014/15                     | Uladsimir Samsonau                           | Dimitrij Ovtcharov          | Alexei Smirnow              | Fjodor Kusmin               |                             |                             |
| 2015/16                     | Uladsimir Samsonau                           | Dimitrij Ovtcharov          | Alexei Smirnow              | Fjodor Kusmin               |                             |                             |
| 2016/17                     | Uladsimir Samsonau                           | Dimitrij Ovtcharov          | Alexei Smirnow              | Fjodor Kusmin               | Jun Mizutani                |                             |
| 2017/18                     | Uladsimir Samsonau                           | Dimitrij Ovtcharov          | Alexei Liwenzow             | Fjodor Kusmin               | Jun Mizutani                | Denis Iwonin                |
| 2018/19                     | Uladsimir Samsonau                           | Dimitrij Ovtcharov          | Alexei Liwenzow             | Yan An                      | Marcos Freitas              | Denis Iwonin                |
| 2019/20                     | Uladsimir Samsonau                           | Dimitrij Ovtcharov          | Alexei Liwenzow             | Chuang Chih-Yuan            | Marcos Freitas              | Denis Iwonin                |
| 2020/21                     | Uladsimir Samsonau                           | Dimitrij Ovtcharov          | Alexei Liwenzow             | Lin Yun-ju                  | Marcos Freitas              | Denis Iwonin                |
| 2021/22                     | Uladsimir Samsonau                           | Dimitrij Ovtcharov          | Alexander Schibajew         | Lin Yun-ju                  | Marcos Freitas              | Hugo Calderano              |

Der Verein wurde am 20. Oktober 2001 gegründet und stieg 2004 in die erste russische Liga auf. Gleich im ersten Jahr gewann er die Meisterschaft. 2005 spielte er zum ersten Mal international und wurde auf Anhieb Zehnter. Im Jahr 2006 gewann er erstmals das Double aus Meisterschaft und Pokal. Dieser Erfolg konnte 2008 wiederholt werden. 2011 gewann Gazprom Fakel Orenburg zum vierten Mal die russische Meisterschaft und debütierte in der European Champions League, dabei kam Orenburg auf Anhieb ins Finale. Den endgültigen Durchbruch schaffte der Verein 2012, als er sowohl die russische Meisterschaft wie auch die European Champions League gewann. 2013 schaffte das Team in einem knappen Endspiel gegen Chartres ASTT die Titelverteidigung. 2015 gewann Orenburg in den Finals gegen Borussia Düsseldorf (1:3, 3:0) erneut den Titel. 2016 scheiterte man im Halbfinale, wie schon im Finale 2014, an AS Pontoise-Cergy TT. 2013 und 2015 gewann der Verein weitere Male die russische Meisterschaft, während man 2014 und 2016 UGMK Werchnjaja Pyschma unterlag, dessen Spitzenspieler Jun Mizutani zur Saison 2016/17 von Orenburg verpflichtet wurde. Mit dieser neuen Besetzung gewann Orenburg 2017 zum vierten Mal die Champions League. Im Jahr 2019 wurde der Titel ein weiteres Mal errungen.
2007 wurde in Orenburg ein Tischtennis-Leistungszentrum errichtet.

## Ämter
- Präsident: Sergej Iwanow
- Trainer: Valerij Salabaev

## Titel
- European-Champions-League-Sieger: 2012, 2013, 2015, 2017, 2019
- Russische Meisterschaft: 2004, 2006, 2008, 2011, 2012, 2013, 2015, 2018, 2020, 2021
- Pokalsieg: 2006, 2009, 2012, 2018

## Weblink
- Homepage von Gazprom Fakel Orenburg